# Люй-хоу
Императрица Люй Чжи (кит. трад. 呂雉, упр. 吕雉, пиньинь Lǚzhì) (умерла в 180 до н. э.), также Люй Тай-хоу (кит. трад. 呂太后, упр. 吕太后, пиньинь Lǚ Tàihòu), вежливое обращение Э Сюй (кит. 娥姁, пиньинь é xǔ) или сокращённо Люй-хоу (кит. упр. 呂后, пиньинь Lǚhòu), носила титул вдовствующей императрицы Гао (кит. трад. 漢高皇后, упр. 汉高皇后, пиньинь Gaō Huánghoù) — жена императора Гао-цзу империи Хань, которая после его смерти в 195 до н. э. распоряжалась страной, назначая и снимая малолетних императоров до своей смерти в 180 до н. э.

## Правление
Императрица Люй-хоу стала известна благодаря своей крайней жестокости по отношению к другим жёнам покойного императора Гао-цзу и их детям, при этом пыталась максимально усиливать влияние в правительстве своего рода Люй в ущерб императорскому роду Лю.
Она исподволь подстраивала убийства, давала яд или подсылала убийц к единокровным братьям своего сына, императора Хуэй-ди. Когда она жестоко надругалась над Ци (см. Цзы-гу), другой бывшей женой императора Гао-цзу, убив предварительно её сыновей, и вызвала Хуэй-ди, он был так потрясён, что заболел и отказался принимать участие в правлении страной, обвинив матушку в бесчеловечности. В литературе она стала символом необузданной жестокости.
Люй-хоу в 183 году до н. э. запретила Хань торговать с другими странами, что вылилось в конфликт с Наньюэ, закончившийся поражением Хань.
После смерти своего сына она посадила на трон поочерёдно двух малолетних внуков, от имени которых правила с 188 по 180 гг. до н.э. — Шао-ди Гуна и Шао-ди Хуна.
Несмотря на жестокость придворных интриг, Сыма Цянь оценивает годы её правления как благополучные, когда развивалось земледелие, а население жило в довольстве.

## Последствия
После её смерти, когда род Лю снова смог вернуть власть, а ваны и сановники из рода Люй были устранены, было принято решение не давать императрицам такой власти и узаконить правила престолонаследия, чтобы не повторять пример Люй-Хоу.

## Семья
У неё было двое детей — император Хуэй-ди, от имени которого (и его сыновей) она правила с 195 до н. э. по 180 до н. э., и Принцесса Луюань (кит. трад. 鲁元公主, упр. 魯元公主, пиньинь Lǔ yuán gōngzhǔ). После смерти мужа у неё была связь с советником Шэнь Ицзи (кит. трад. 審食其, упр. 审食其, пиньинь Shěn shí qí), носившим титул Пиян-хоу.